# Norrvikens Sjösportcenter
Norrvikens Sjösportcenter är tre byggnader vid sjön Norrviken som rymmer lokaler för Sollentuna kanot och Sollentuna skridskosällskap. Projektet är ritat av Appell Arkitektkontor för Sollentuna Kommunfastigheter och invigdes i augusti 2023.
Huvudbyggnaden rymmer föreningslokal, kiosk, omklädningsrum, bastu, skridskouthyrning och gym. De andra två byggnaderna 
rymmer förvaring av kanoter.
Byggnaderna är träkonstruktioner med pulpettak och med fasader av hyvlad, målad träpanel. 
De utkragande pulpettaken är konstruerade av spontade skivor av KL-trä.